# Pratt & Whitney Canada PW100

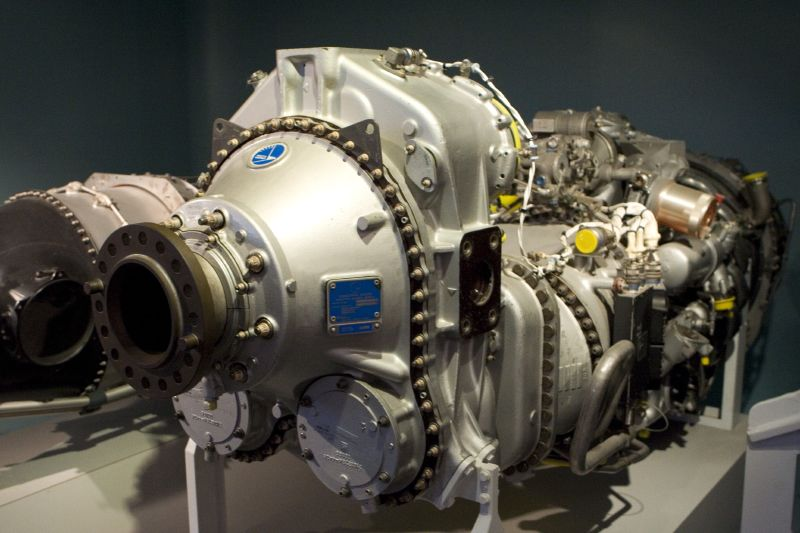
PW120 på Canada Aviation Museum

PW100 är en turbopropmotor som är utvecklad av Pratt & Whitney Canada. Motorn är en treaxlig motor med två stycken kompressorer, en lågtrycks- och en högtrycksimpeller. Motorn sitter monterad i ett flertal olika flygplan däribland
- BAe ATP
- ATR
- Bombardiers Dash 8 modeller 100-300
- Fokker 50
- Canadair CL-415
- Kinesiska MA60